# Complesso nuragico di Seruci
Il complesso nuragico di Seruci è un importante sito archeologico dell'età del bronzo e del ferro (tra II e I millennio a.C.), esteso su oltre sei ettari e situato nel territorio del comune di Gonnesa, nell'Iglesiente.

## Il nuraghe

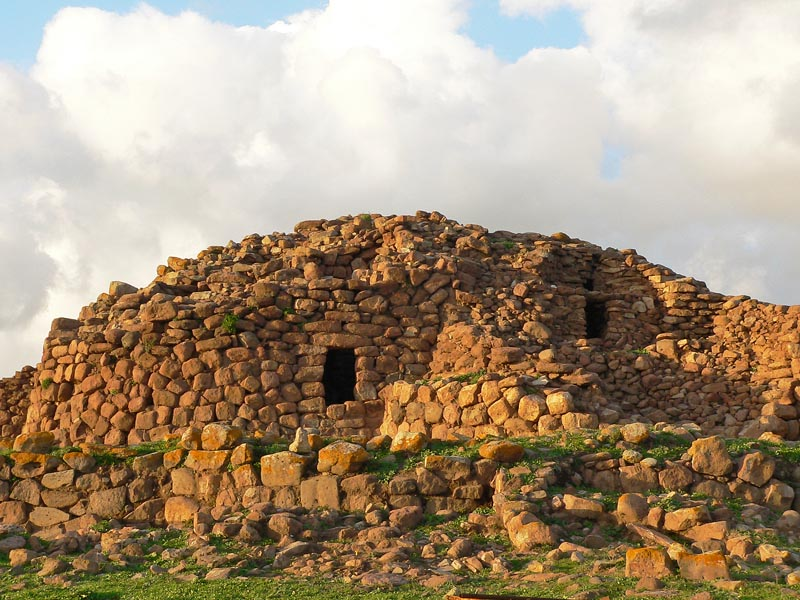
Il nuraghe Seruci nel 2008

Il nuraghe è polilobato, cioè costituito da un mastio centrale contornato da cinque o sei torri, alcune delle quali in buono stato di conservazione. Le torri hanno le proprie sommità crollate; originariamente le cime delle torri dovevano essere coronate da mensole in pietra, che in seguito ai crolli sono state recuperate alla base delle strutture durante gli ultimi scavi archeologici ai quali è stata sottoposta la struttura. È circondato da un antemurale turrito.
Dal nuraghe Seruci è possibile osservare l'intera area circostante, essendo posizionato in un luogo d'altura che doveva essere d'importanza strategica.

## Il villaggio

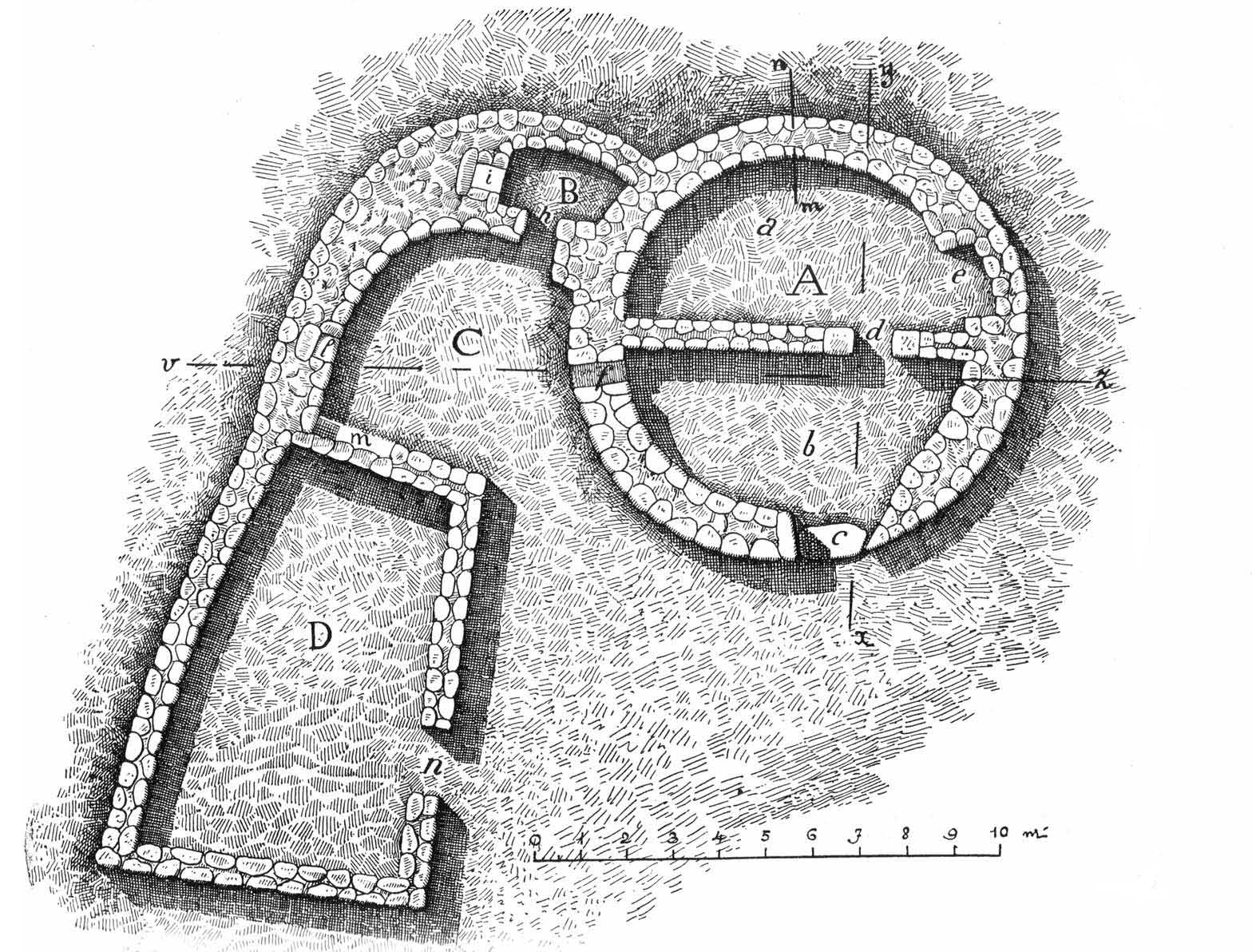
Capanna B, pianta

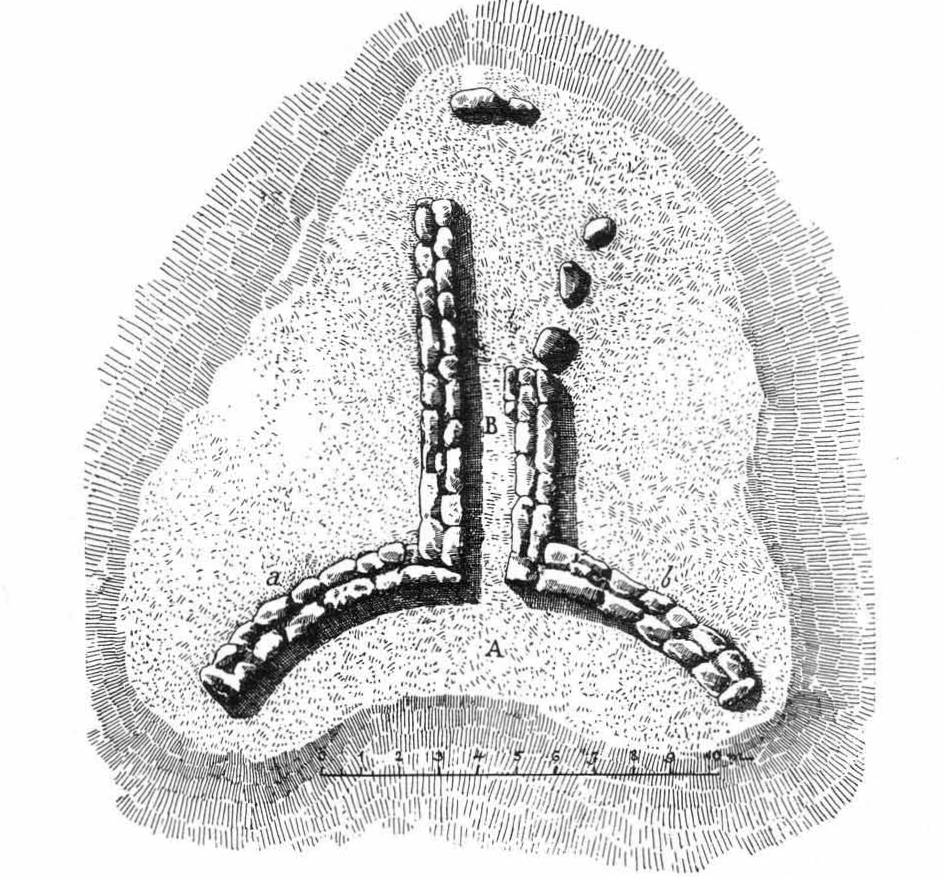
Tomba dei giganti del colle di Seruci, pianta

### La struttura dell'insediamento
Il nuraghe è circondato da un villaggio, uno dei più vasti della Sardegna, con circa un centinaio di capanne divise in sei isolati. Le capanne hanno forma circolare e in alcune di esse si nota l'utilizzo di soluzioni architettoniche che raramente si riscontrano in altri villaggi nuragici; ad esempio l'utilizzo di muri divisori all'interno delle capanne e l'aggiunta di altri ambienti di varia forma attorno ai consueti ambienti abitativi. All'interno del villaggio, nelle vicinanze del nuraghe, si trova una capanna delle riunioni dalle vaste dimensioni, che probabilmente doveva avere la funzione di riunire la comunità o una parte di essa; una tomba dei giganti, sepolture nuragiche utilizzate dall'intera comunità, è presente nella collina prospiciente.

### I siti nelle vicinanze del villaggio
L'insediamento è circondato da una serie di nuraghi minori, posizionati sulle sommità di modeste alture (come il nuraghe Sa Turrita e il nuraghe Gennerei) che dovevano essere in comunicazione con il nuraghe principale di Seruci.

## Gli scavi
Gli scavi iniziarono nel 1897 dopo la scoperta del sito da parte di Ignazio Sanfilippo e furono proseguiti nel 1917 da Antonio Taramelli e poi da Vincenzo Santoni negli anni ottanta. Il sito negli ultimi anni è stato oggetto di lavori di restauro, conclusisi recentemente.

## Galleria d'immagini

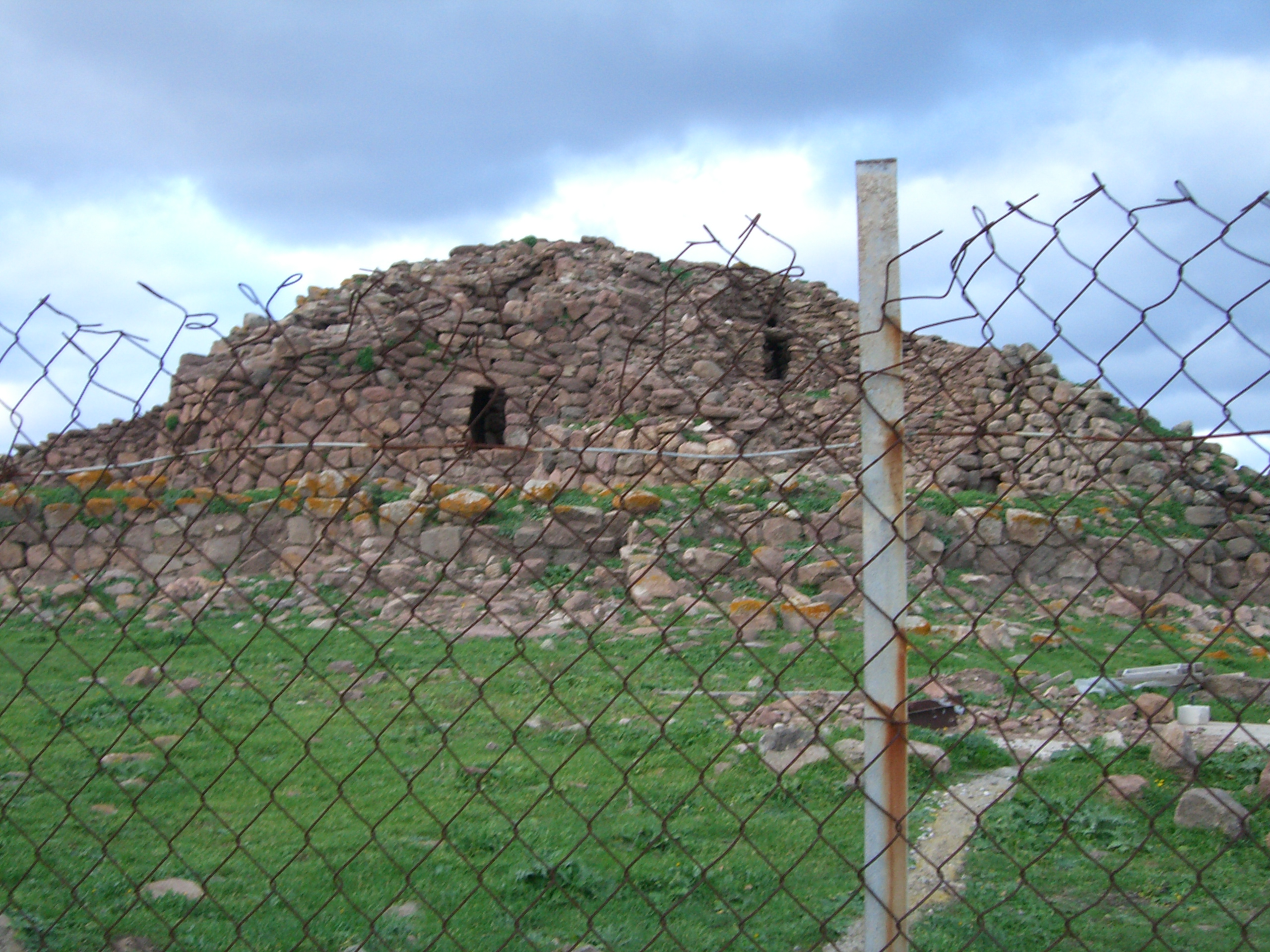
Vista della reggia.
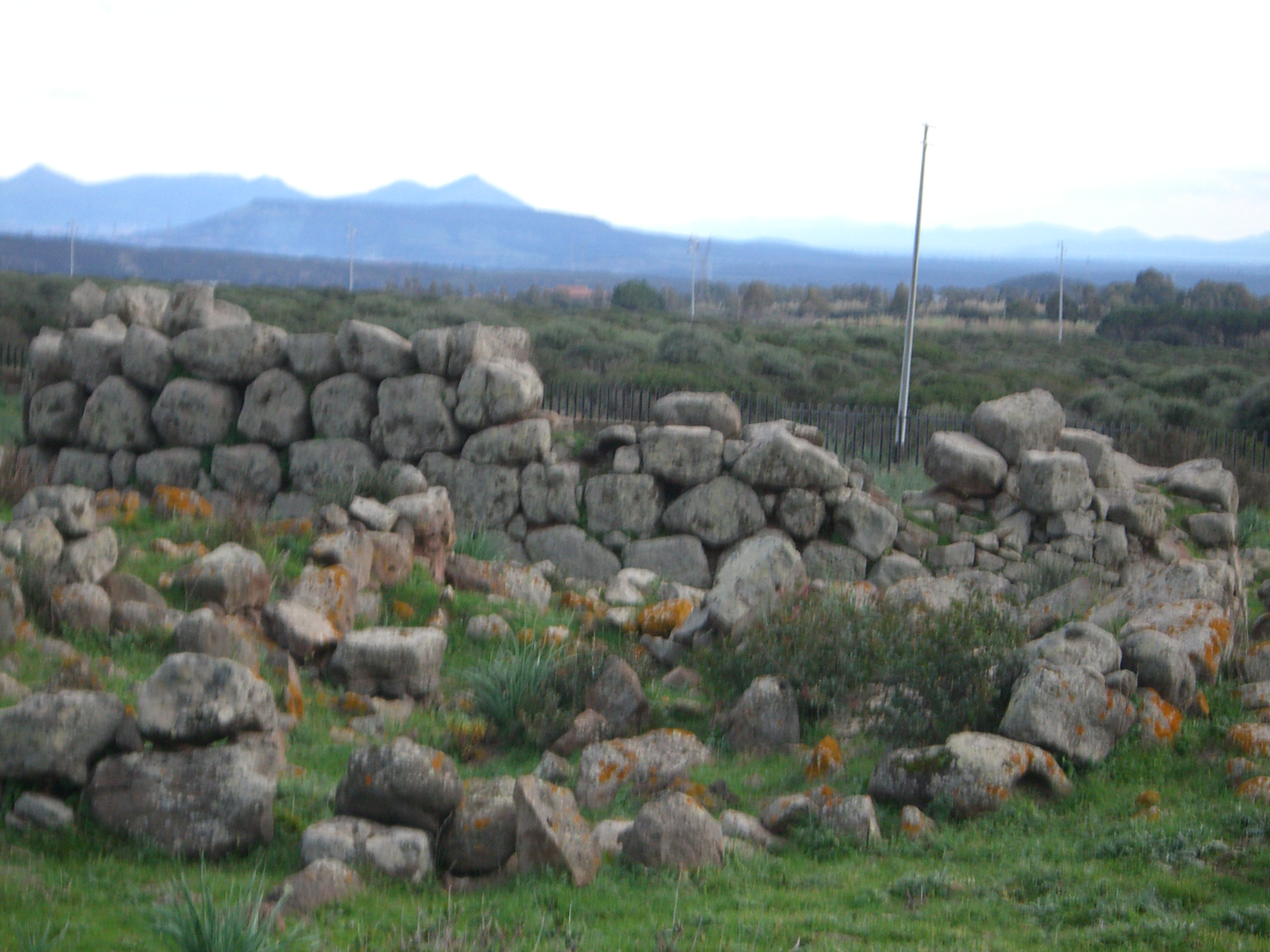
Capanna
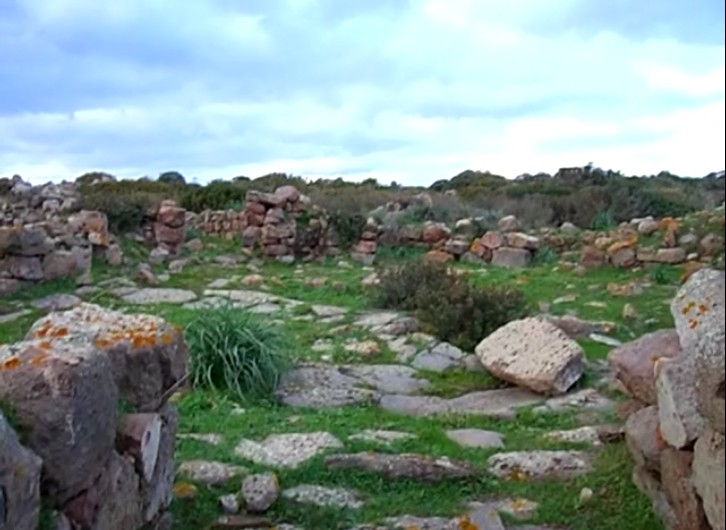
Complesso
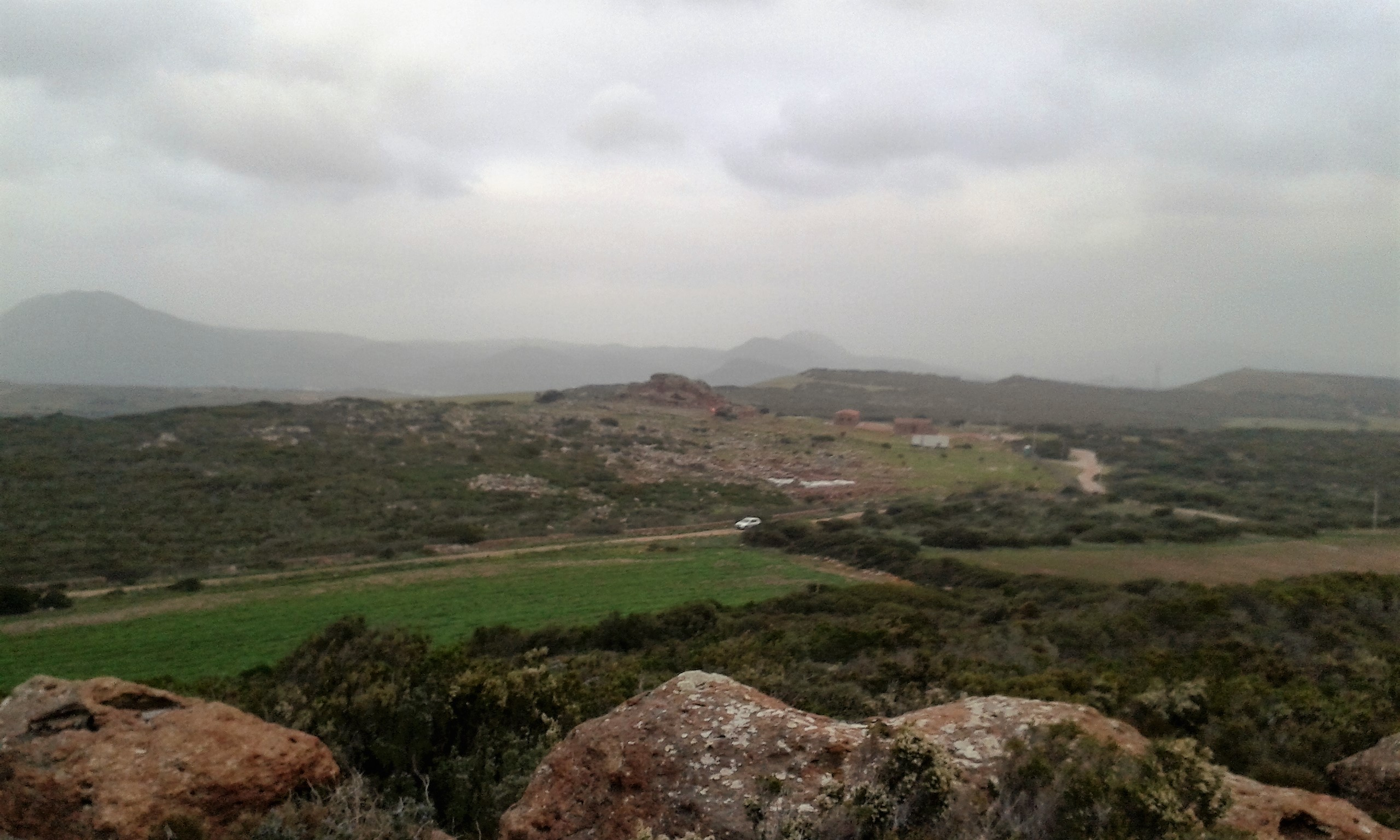
Vista da Punta Seruci
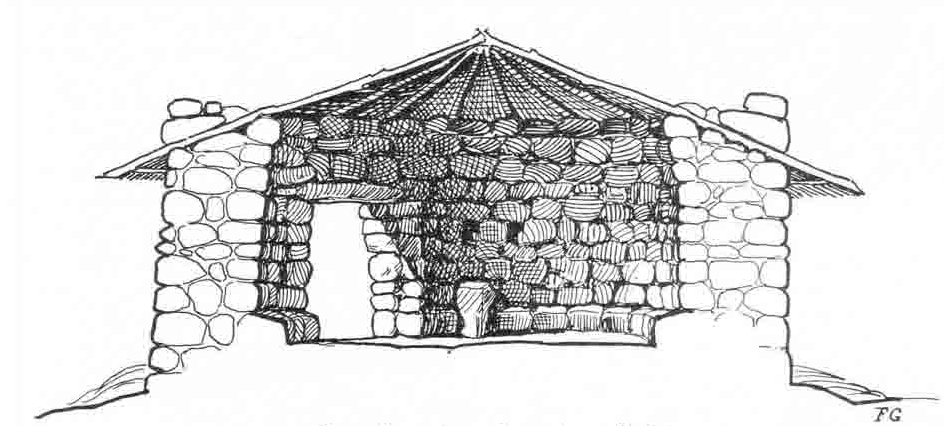
Capanna A, sezione ideale